# Metopius baibarensis
Metopius baibarensis là một loài tò vò trong họ Ichneumonidae.